# Walddorf (Kottmar)
Walddorf (obersorbisch Lěsowa) ist ein Dorf im Süden des ostsächsischen Landkreises Görlitz am Fuße des Kottmars. Es ist Ortsteil der Gemeinde Kottmar.

## Geographie

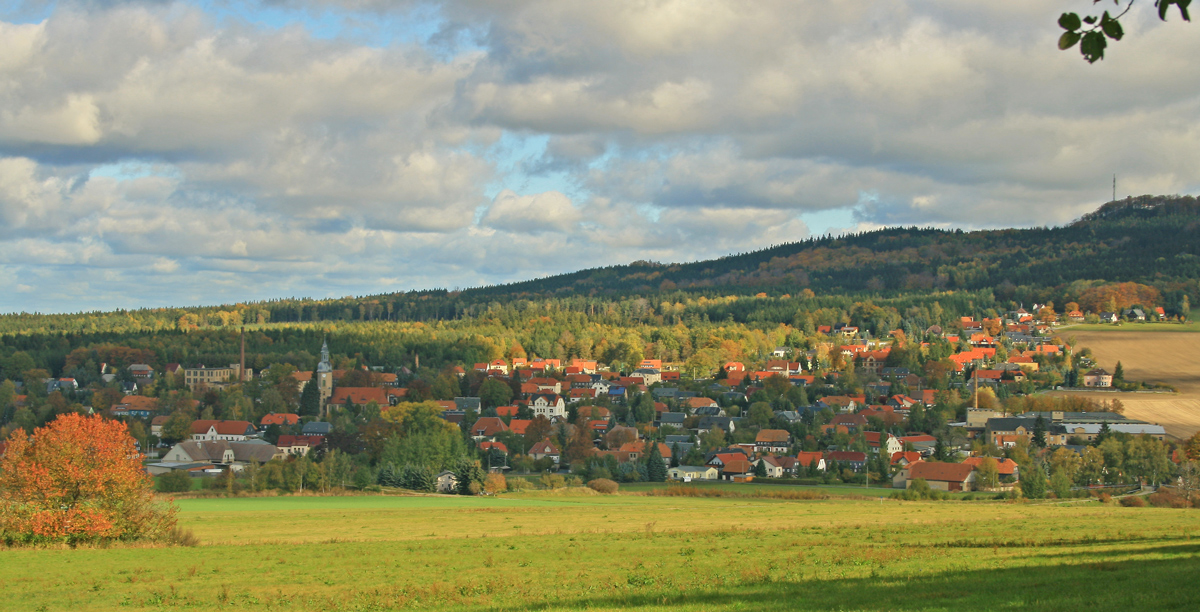
Ansicht auf Walddorf mit Kottmar und Kirche vor der Renovierung

Walddorf liegt am südlichen Fuß des Kottmarwaldes und deren Spreequelle südlich von Löbau an der Bundesstraße 96 zwischen Zittau und Bautzen. Die Höhenlage reicht von 385 m ü. NHN (in der Nähe des Landwassers) bis 460 m (im Nordosten).
Nach der Siedlungsanlage ist Walddorf eine regelmäßige Häuslersiedlung mit Parzellenflur.
Nachbarorte sind Kottmarhäuser im Nordosten, Eibau im Südosten, Neugersdorf im Südwesten, Löbauer Wiese im Westen und Ebersbach/Sa. im Nordwesten.

## Geschichte

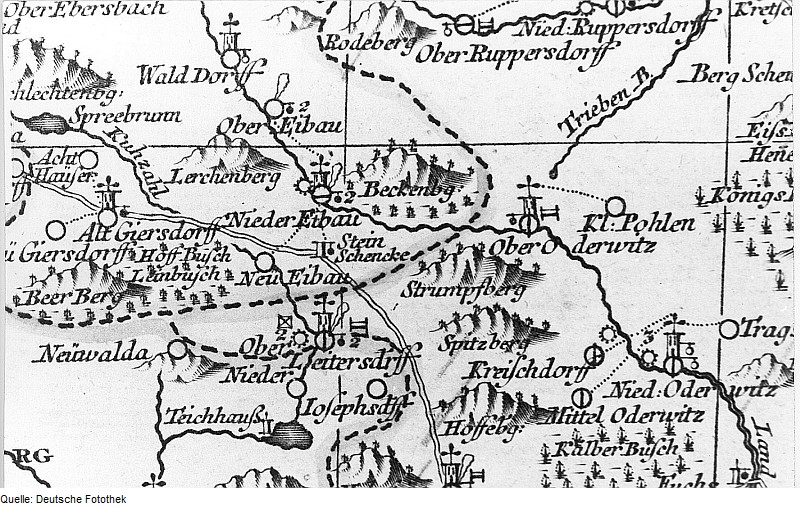
Walddorf auf der Oberlausitzkarte, Schenk, 1759

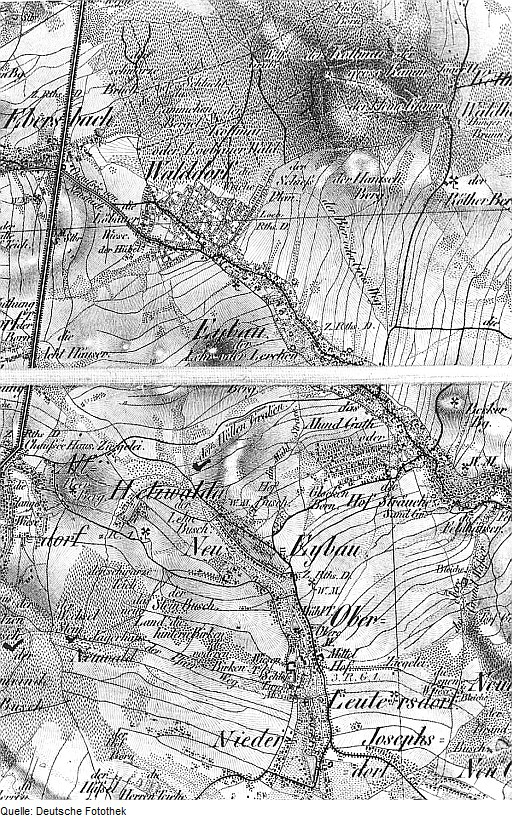
Walddorf auf der Oberreit-Karte, Sect. Zittau, 1844/46

Die Gründung des Dorfes – angeregt durch das Vorbild der Stadt Zittau und durch den Löbauer Rat seit 1676 betrieben – wurde erst 1691, als bereits elf Häuser standen, vom Kurfürsten genehmigt. Im gleichen Jahr erschien dafür erstmals der Name Walddörfel. Im Jahr 1791 wurde der Ort im Zusammenhang mit seinen Nachbarn als „Walddorf, grenzet mit Eybau und Ebersbach“ erwähnt und 1875 als „Walddorf b. Ebersbach“.
Seit dem Jahr 1695 ist von einem Schulmeister im Dorf die Rede.
Die 1732 entstandene Kottmarschenke und die Kottmarbleiche einschließlich einiger Wohnhäuser, die als Ortsteil Kottmarhäuser bezeichnet wurden, befinden sich auf der Walddorfer Ortsflur am Osthang des Kottmars. Die Zuzügler kamen einerseits aus Dörfern der Umgebung und andererseits als Exulanten aus Böhmen und Mähren.
Im Jahr 1961 erhielt Walddorf den offiziellen Status Staatlich anerkannter Erholungsort.
Bis zum 1. Januar 1999 war Walddorf eine eigenständige Landgemeinde, dann wurde es nach Eibau eingemeindet. Mit der Auflösung der Gemeinde Eibau kam Walddorf am 1. Januar 2013 zur Gemeinde Kottmar.

## Bevölkerung

### Einwohnerentwicklung
| Jahr            | Einwohner               | Einwohner | Einwohner |
| 1777            | 98 Häusler, 4 Wüstungen |           |           |
| 1834            | 1208                    |           |           |
| 1871            | 1331                    |           |           |
| 1890            | 1269                    |           |           |
| 1910            | 1321                    |           |           |
| 1925            | 1314                    |           |           |
| 1939            | 1304                    |           |           |
| 1946            | 1496                    |           |           |
| 1950            | 1548                    |           |           |
| 1964            | 1415                    |           |           |
| 1990            | 1059                    |           |           |
| 2008 (31. März) | 840                     |           |           |
| 2018 (31. Mai)  | 704                     |           |           |

Der Ort war bis 1708 nach Kottmarsdorf gepfarrt. Seither hat er eine eigene Pfarrkirche, ebenso 1940–2001 als Kirchgemeinde Walddorf.

## Kultur und Sehenswürdigkeiten
Die Wohnhäuser Walddorfs sind vorwiegend in Umgebindebauweise mit Blockstuben erbaut und stammen meist aus der ersten Hälfte des 19. Jahrhunderts.
Mitte des 20. Jahrhunderts gab es in Walddorf etwa 155 Umgebindehäuser.
Die Dorfkirche Walddorf, deren gegenwärtiger Bau aus dem Jahr 1909 stammt, gewann 2007 im Wettbewerb „Ein Dorf wird gewinnen“ des MDR 500.000 Euro der Stiftung zur Bewahrung kirchlicher Baudenkmäler in Deutschland zur grundlegenden Restaurierung, welche von 2008 bis 2010 durchgeführt wurde.

## Töchter und Söhne Walddorfs
- Paul Knothe (1897 – 1988), Maler des Expressionismus

## Sonstiges
Die Postleitzahl lautete bis zur Wende 8719, bis 1993 O-8719.